# Bitka u Koraljnom moru
Bitka u Koraljanom Moru naziv je za pomorsku bitku koja se odigrala 1942. godine u južnom dijelu Tihog Oceana između Carskog Japana i SAD-a.

## Japansko osvajanje Pacifika
Japansko Carstvo u prvim mjesecima 1942. ovladalo je većim dijelom zapadnog Pacifika te jugostočne Azije. Početkom svibnja 1942. japanske pomorsko-zračne snage krenule su osvojiti važnu luku Port Moresby. Plan je bio da se izvrši desant dok su tri nosača (Zuikaku, Shokaku i manji Shoho) pružali potporu zrakoplovstvom. Zapovjednik japanskih snaga bio je admiral Chuichi Hara.
Amerikanci su znali da Japanci planiraju napad na Port Moresby jer su uspjeli razotkriti japanske pomorske šifre te su poslali flotni sastav s nosačima USS Lexington i USS Yorktown da presretnu japansku flotu. Tim snagama je zapovjedao admiral Frank Fletcher.
Iako su Amerikanci imali prednost jer su znali za osnovni plan svojih neprijatelja, nisu to uspjeli u potpunosti iskoristiti jer je trebalo prvo pronaći japansku flotu - što na velikom prostoru nije bio lak zadatak.

## Bitka
Dana 7. svibnja 1942. dvije flote su konačno zamijetile jedna drugu putem izviđačkih zrakoplova, no buduću da su flote mijenjale smjer i bile podjeljene u nekoliko dijelova obje strane su napale pogrešne ciljeve. Umjesto da napadnu dva velika nosača zrakoplova, Amerikanci su napali manji nosač zrakoplova Shoho i uspjeli ga potopiti. Japanski piloti su pak potopili tanker Neosho (koji su zamijenili za nosač zrakoplova) i razarač Sims.
Dana 8. svibnja Japanci su zrakoplovstvom teško oštetili nosač Lexington koji su zatim Amerikanci sami potopili. Obje strane su se morale povući jer su pretrpjele teške gubitke: Amerikanci su izgubili 77 zrakoplova, a Japanci 87. Preostali nosači također su bili oštećeni (Yorktown, Shokaku).

## Završetak
Ishod bitke moglo bi se nazvati japanskom taktičkom pobjedom (nanijeli su veće gubitke američkoj pomorskoj floti), ali i američkom strateškom pobjedom jer je napad na Port Moresby zaustavljen, što je trajno zaustavilo napredovanje japanskih snaga prema jugu te se odustalo od ideje da je Australija potencijalan cilj japanskih osvajanja.